# Secret (Madonna)
Secret is een nummer van de Amerikaanse zangeres Madonna uit 1994. Het is de eerste single van haar zesde studioalbum Bedtime Stories.
"Secret" kent een optimistische tekst. De boodschap is dat je zelf je geluk beheerst, en dat geluk in je eigen handen ligt. De ik-figuur in het nummer zingt dat ze zelf door een donkere periode ging, tot ze haar geliefde ontmoette, die ze als haar geluk beschouwt. Het nummer leverde Madonna wereldwijd een hit op, met onder meer een 3e positie in de Amerikaanse Billboard Hot 100. In de Nederlandse Top 40 en de Vlaamse Radio 2 Top 30 was het iets minder succesvol; in beide hitlijsten werd de 15e positie gehaald.